# اليوم العالمي للإفتاء
حددت الأمانة العامة لدور وهيئات الإفتاء في العالم وذلك تحت مظلة دار الإفتاء المصرية يوم 15 ديسمبر «اليوم العالمي للإفتاء» بناء على توصية من المؤتمر العالمي الخامس لدور وهيئات الإفتاء المنعقد في القاهرة تحت عنوان «الإدارة الحضارية للخلاف الفقهي» وقد أوصت الأمانة العامة في البيان الختامي بإطلاق اليوم العالمي للإفتاء يوم 15 ديسمبر من كل عام وهو ذكرى إنشاء الأمانة العامة لدور وهيئات الإفتاء في العالم .

## الأهداف
يهدف إلى تكريس ضوابط الفتوى والاستفتاء وتعزيز المؤسسات والهيئات والجهات الإفتائية في أوساط الأمم والشعوب الإسلامية والتنسيق بينها لتبادل الخبرات وتوجيه الجهود وجمع الكلمة على جدول أعمال واحد، فضلاً عن تدشين مرصد المستقبل الإفتائى.

## فعالياته
- دعوة الإعلاميين والصحفيين وخطباء المساجد في كل دولة للتعريف بمؤسستها الإفتائية ونشر مفاهيم الشعار الذي يتم تحديده.
- نشر مقال رسمى يكتبه المفتي الرسمي في كل دولة وعقد لقاءات مرئية ومسموعة متعلقة بهذا الشعار أو بالمؤسسة.
- عمل فيلم وثائقى لكل مؤسسة إفتائية على حدة للتعريف بها وبالخدمات الإفتائية التي تقدمها.
- عمل أنشطة لزيادة الوعى والتحذير من الفتاوى المتطرفة والمغلوطة وإبراز المعايير الصحيحة للفتوى الشرعية المنضبطة.
- إقامة ندوات جماهيرية في المساجد أو الأماكن العامة الذي يُتاح فيها ذلك.
- توزيع مطويات ونشرات تعريفية عن الفتوى وآداب المستفتى.
- عقد فعاليات علمية متصلة بشعار اليوم العالمى للإفتاء الذي تم تحديده.
- تشجيع تبادل الزيارات العلمية بين دور الإفتاء في شهر ديسمبر.
- تنظيم قوافل إفتاء ميدانية.[2]

## وصلات خارجية
- الصفحة الرسمية على الفيس بوك